# Wereldkampioenschap superbike van Donington 2019
Het wereldkampioenschap superbike van Donington 2019 was de achtste ronde van het wereldkampioenschap superbike en het wereldkampioenschap Supersport 2019. De races werden verreden op 6 en 7 juli 2019 op Donington Park in North West Leicestershire, Verenigd Koninkrijk.

## Superbike

### Race 1
| Pos | Nr | Rijder                | Constructeur | Rondes | Tijd         | Grid | Punten |
| --- | -- | --------------------- | ------------ | ------ | ------------ | ---- | ------ |
| 1   | 1  | Jonathan Rea          | Kawasaki     | 23     | 38:22.405    | 2    | 25     |
| 2   | 66 | Tom Sykes             | BMW          | 23     | +11.348      | 1    | 20     |
| 3   | 91 | Leon Haslam           | Kawasaki     | 23     | +23.071      | 3    | 16     |
| 4   | 76 | Loris Baz             | Yamaha       | 23     | +29.935      | 5    | 13     |
| 5   | 22 | Alex Lowes            | Yamaha       | 23     | +37.641      | 8    | 11     |
| 6   | 36 | Leandro Mercado       | Kawasaki     | 23     | +46.917      | 14   | 10     |
| 7   | 10 | Peter Hickman         | BMW          | 23     | +1:00.135    | 4    | 9      |
| 8   | 60 | Michael van der Mark  | Yamaha       | 23     | +1:07.062    | 16   | 8      |
| 9   | 52 | Alessandro Delbianco  | Honda        | 23     | +1:10.752    | 17   | 7      |
| 10  | 7  | Chaz Davies           | Ducati       | 23     | +1:11.453    | 10   | 6      |
| 11  | 23 | Ryuichi Kiyonari      | Honda        | 23     | +1:15.161    | 13   | 5      |
| 12  | 21 | Michael Ruben Rinaldi | Ducati       | 23     | +1:24.259    | 15   | 4      |
| 13  | 54 | Toprak Razgatlıoğlu   | Kawasaki     | 23     | +1:26.777    | 7    | 3      |
| 14  | 33 | Marco Melandri        | Yamaha       | 22     | +1 ronde     | 9    | 2      |
| DNF | 19 | Álvaro Bautista       | Ducati       | 10     | Ongeluk      | 6    |        |
| DNF | 81 | Jordi Torres          | Kawasaki     | 9      | Ongeluk      | 11   |        |
| DNF | 11 | Sandro Cortese        | Yamaha       | 9      | Ongeluk      | 12   |        |
| DNS | 50 | Eugene Laverty        | Ducati       | 0      | Niet gestart |      |        |

### Superpole
De race, die gepland stond over een lengte van 10 ronden, werd na 7 ronden stilgelegd nadat meerdere coureurs in dezelfde bocht crashten. De race werd niet herstart; de uitslag van de race werd samengesteld op basis van de laatste sector die de coureur had voltooid.
| Pos | Nr | Rijder                | Constructeur | Rondes | Tijd         | Grid | Punten |
| --- | -- | --------------------- | ------------ | ------ | ------------ | ---- | ------ |
| 1   | 1  | Jonathan Rea          | Kawasaki     | 7      | 10:15.862    | 2    | 12     |
| 2   | 54 | Toprak Razgatlıoğlu   | Kawasaki     | 7      | +1.174       | 7    | 9      |
| 3   | 91 | Leon Haslam           | Kawasaki     | 7      | +1.666       | 3    | 7      |
| 4   | 19 | Álvaro Bautista       | Ducati       | 7      | +2.289       | 6    | 6      |
| 5   | 76 | Loris Baz             | Yamaha       | 7      | +2.784       | 5    | 5      |
| 6   | 22 | Alex Lowes            | Yamaha       | 7      | +3.824       | 8    | 4      |
| 7   | 7  | Chaz Davies           | Ducati       | 6      | +1 ronde     | 10   | 3      |
| 8   | 60 | Michael van der Mark  | Yamaha       | 6      | +1 ronde     | 16   | 2      |
| 9   | 81 | Jordi Torres          | Kawasaki     | 6      | +1 ronde     | 11   | 1      |
| 10  | 33 | Marco Melandri        | Yamaha       | 6      | +1 ronde     | 9    |        |
| 11  | 21 | Michael Ruben Rinaldi | Ducati       | 6      | +1 ronde     | 15   |        |
| DNF | 66 | Tom Sykes             | BMW          | 7      | Ongeluk      | 1    |        |
| DNF | 10 | Peter Hickman         | BMW          | 6      | Ongeluk      | 4    |        |
| DNF | 11 | Sandro Cortese        | Yamaha       | 6      | Ongeluk      | 12   |        |
| DNF | 36 | Leandro Mercado       | Kawasaki     | 6      | Ongeluk      | 14   |        |
| DNF | 52 | Alessandro Delbianco  | Honda        | 6      | Ongeluk      | 17   |        |
| DNF | 23 | Ryuichi Kiyonari      | Honda        | 6      | Ongeluk      | 13   |        |
| DNS | 50 | Eugene Laverty        | Ducati       | 0      | Niet gestart |      |        |

### Race 2
| Pos | Nr | Rijder                | Constructeur | Rondes | Tijd         | Grid | Punten |
| --- | -- | --------------------- | ------------ | ------ | ------------ | ---- | ------ |
| 1   | 1  | Jonathan Rea          | Kawasaki     | 23     | 33:51.931    | 1    | 25     |
| 2   | 54 | Toprak Razgatlıoğlu   | Kawasaki     | 23     | +0.365       | 2    | 20     |
| 3   | 19 | Álvaro Bautista       | Ducati       | 23     | +5.930       | 4    | 16     |
| 4   | 22 | Alex Lowes            | Yamaha       | 23     | +6.334       | 6    | 13     |
| 5   | 91 | Leon Haslam           | Kawasaki     | 23     | +6.833       | 3    | 11     |
| 6   | 76 | Loris Baz             | Yamaha       | 23     | +7.441       | 5    | 10     |
| 7   | 66 | Tom Sykes             | BMW          | 23     | +8.542       | 10   | 9      |
| 8   | 60 | Michael van der Mark  | Yamaha       | 23     | +14.850      | 8    | 8      |
| 9   | 7  | Chaz Davies           | Ducati       | 23     | +18.124      | 7    | 7      |
| 10  | 33 | Marco Melandri        | Yamaha       | 23     | +29.115      | 12   | 6      |
| 11  | 10 | Peter Hickman         | BMW          | 23     | +34.620      | 11   | 5      |
| 12  | 21 | Michael Ruben Rinaldi | Ducati       | 23     | +34.824      | 16   | 4      |
| 13  | 11 | Sandro Cortese        | Yamaha       | 23     | +51.627      | 13   | 3      |
| 14  | 36 | Leandro Mercado       | Kawasaki     | 23     | +52.879      | 15   | 2      |
| 15  | 52 | Alessandro Delbianco  | Honda        | 23     | +54.821      | 17   |        |
| 16  | 23 | Ryuichi Kiyonari      | Honda        | 23     | +1:07.330    | 14   |        |
| DNF | 81 | Jordi Torres          | Kawasaki     | 1      | Uitgevallen  | 9    |        |
| DNS | 50 | Eugene Laverty        | Ducati       | 0      | Niet gestart |      |        |

## Supersport
| Pos | Nr | Rijder                | Constructeur | Rondes | Tijd           | Grid | Punten |
| --- | -- | --------------------- | ------------ | ------ | -------------- | ---- | ------ |
| 1   | 16 | Jules Cluzel          | Yamaha       | 20     | 30:32.271      | 4    | 25     |
| 2   | 64 | Federico Caricasulo   | Yamaha       | 20     | +0.114         | 1    | 20     |
| 3   | 44 | Lucas Mahias          | Kawasaki     | 20     | +0.436         | 2    | 16     |
| 4   | 21 | Randy Krummenacher    | Yamaha       | 20     | +0.804         | 11   | 13     |
| 5   | 3  | Raffaele De Rosa      | MV Agusta    | 20     | +10.717        | 3    | 11     |
| 6   | 36 | Thomas Gradinger      | Yamaha       | 20     | +13.723        | 15   | 10     |
| 7   | 14 | Jack Kennedy          | Yamaha       | 20     | +14.024        | 13   | 9      |
| 8   | 94 | Corentin Perolari     | Yamaha       | 20     | +15.479        | 12   | 8      |
| 9   | 2  | Brad Jones            | Yamaha       | 20     | +19.013        | 5    | 7      |
| 10  | 86 | Ayrton Badovini       | Kawasaki     | 20     | +24.841        | 6    | 6      |
| 11  | 56 | Péter Sebestyén       | Honda        | 20     | +35.462        | 14   | 5      |
| 12  | 47 | Rob Hartog            | Kawasaki     | 20     | +39.450        | 16   | 4      |
| 13  | 78 | Hikari Okubo          | Kawasaki     | 20     | +41.770        | 7    | 3      |
| 14  | 74 | Jaimie van Sikkelerus | Honda        | 20     | +42.519        | 24   | 2      |
| 15  | 38 | Hannes Soomer         | Honda        | 20     | +45.568        | 9    | 1      |
| 16  | 30 | Glenn van Straalen    | Kawasaki     | 20     | +47.608        | 20   |        |
| 17  | 4  | Christian Stange      | Honda        | 20     | +51.413        | 22   |        |
| 18  | 22 | Federico Fuligni      | MV Agusta    | 20     | +51.936        | 19   |        |
| 19  | 10 | Nacho Calero          | Kawasaki     | 20     | +52.252        | 21   |        |
| 20  | 66 | Álex Toledo           | Yamaha       | 20     | +53.103        | 25   |        |
| 21  | 95 | Jules Danilo          | Honda        | 20     | +59.031        | 18   |        |
| 22  | 32 | Isaac Viñales         | Yamaha       | 20     | +1:00.901      | 9    |        |
| 23  | 53 | Gianluca Sconza       | Honda        | 20     | +1:28.368      | 23   |        |
| DNF | 11 | Kyle Smith            | Kawasaki     | 9      | Uitgevallen    | 10   |        |
| DNF | 40 | Alen Győrfi           | Yamaha       | 1      | Schade ongeluk | 26   |        |
| DNF | 84 | Loris Cresson         | Yamaha       | 0      | Ongeluk        | 17   |        |

## Tussenstanden na wedstrijd

### Superbike
| Pos | Nr | Rijder               | Team     | Punten |
| --- | -- | -------------------- | -------- | ------ |
| 1   | 1  | Jonathan Rea         | Kawasaki | 376    |
| 2   | 19 | Álvaro Bautista      | Ducati   | 352    |
| 3   | 60 | Michael van der Mark | Yamaha   | 206    |
| 4   | 22 | Alex Lowes           | Yamaha   | 192    |
| 5   | 91 | Leon Haslam          | Kawasaki | 187    |

### Supersport
| Pos | Nr | Rijder              | Team     | Punten |
| --- | -- | ------------------- | -------- | ------ |
| 1   | 21 | Randy Krummenacher  | Yamaha   | 173    |
| 2   | 64 | Federico Caricasulo | Yamaha   | 158    |
| 3   | 16 | Jules Cluzel        | Yamaha   | 132    |
| 4   | 44 | Lucas Mahias        | Kawasaki | 82     |
| 5   | 78 | Hikari Okubo        | Kawasaki | 73     |

1988 · 1989 · 1990 · 1991 · 1992 · 1993 · 1994 (I) · 1994 (II) · 1995 · 1996 · 1997 · 1998 · 1999 · 2000 · 2001 · 2007 · 2008 · 2009 · 2011 · 2012 · 2013 · 2014 · 2015 · 2016 · 2017 · 2018 · 2019 · 2021 · 2022 · 2023 · 2024 · 2025